# Wasserkraftwerk Grießen
Das Wasserkraftwerk Grießen ist ein Laufwasserkraftwerk an der Lausitzer Neiße im Ortsteil Grießen der Gemeinde Jänschwalde im Landkreis Spree-Neiße in Brandenburg. Es wurde in den 1920er Jahren gebaut und ist nach einer vorübergehenden Stilllegung im Jahr 1967 seit Mai 1993 wieder in Betrieb. Das Gebäude ist ein eingetragenes Baudenkmal in der Denkmalliste des Landes Brandenburg.

## Geschichte und technische Daten
Das Wasserkraftwerk an der Lausitzer Neiße wurde zwischen 1927 und 1929 errichtet. Auftraggeber war der Energieversorger „Niederlausitzer Überlandcentrale GmbH“ mit Sitz in Calau, das Betriebsgebäude wurde von einem nicht bekannten Architekten entworfen und von einem Cottbuser Bauunternehmen errichtet. Die Wehranlage wurde von der „Wasserkraft GmbH“ aus Breslau geplant und gebaut.
Zur Sicherstellung eines ausreichenden Wasserstandes wurde etwa einen Kilometer südlich des Kraftwerks ein Einlaufbauwerk am Kraftwerkszufluss errichtet. Das Kraftwerk hat eine Fallhöhe von etwa dreieinhalb Metern und treibt eine Kaplan-Turbine mit 870 PS Leistung an, die mit einem Drehstromgenerator verbunden ist. Durch Turbinen wurde die Spannung von 400 Volt auf 15.000 Volt erhöht und durch Überlandleitungen transportiert. Am 1. April 1929 ging das Kraftwerk in Betrieb, es dient der Versorgung der Gemeinden entlang der Lausitzer Neiße. In der Anfangszeit wurde auch die Stadt Guben über das Kraftwerk mit elektrischem Strom versorgt. Ende Februar 1945 wurden die Wehranlage und das Einlaufbauwerk durch Kampfhandlungen während des Zweiten Weltkrieges zerstört, das Kraftwerksgebäude wurde stark beschädigt.
Nach Kriegsende wurde mit dem Wiederaufbau begonnen, der 1948 fertig gestellt wurde. Mit dem Beginn des Braunkohlebergbaus in der Lausitz verlor das Wasserkraftwerk für die Energieversorgung an Bedeutung, sodass der Betrieb 1967 eingestellt wurde. Die technische Einrichtung wurde demontiert und verschrottet. Ab 1992 wurde das Kraftwerk durch einen privaten Betreiber wieder aufgebaut, um einen symbolischen Kontrast zum fossil befeuerten Braunkohlekraftwerk Jänschwalde zu setzen. Am 28. Mai 1993 ging das Wasserkraftwerk mit neuer Technik wieder in Betrieb. Im Jahr 2009 wurde eine Photovoltaikanlage auf dem Süddach montiert. Heute werden knapp 1000 Haushalte durch das Kraftwerk versorgt.

## Architektur

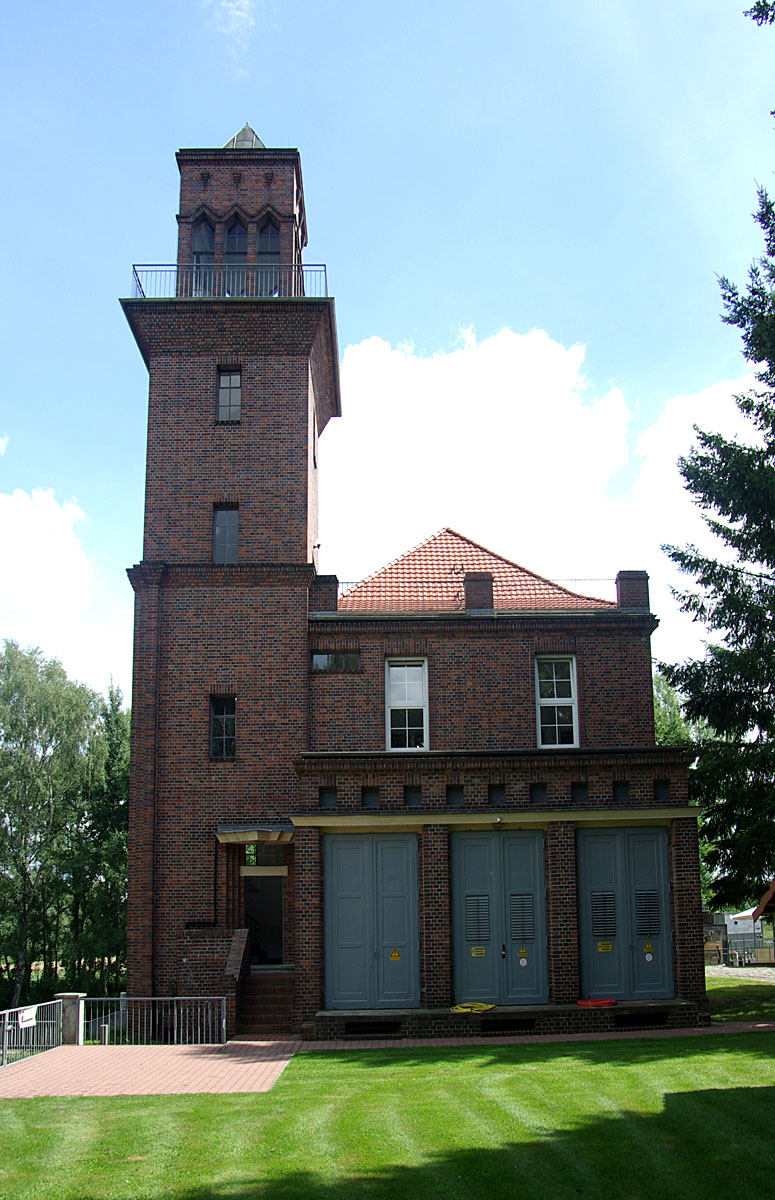
Wasserkraftwerk Grießen mit Aussichtsturm (2010)

Das Betriebsgebäude des Wasserkraftwerks Grießen ist ein Bau aus einer hohen Maschinenhalle aus Klinkermauerwerk, zwei funktionsbedingten Anbauten und einem Turm an der nordwestlichen Gebäudeecke. Die Maschinenhalle hat ein hohes Walmdach, die Fassade ist im Norden und im Süden mit breiten Wandfeldern gegliedert. In den vier Wandfeldern pro Seite liegen jeweils hohe rechteckige Fensterpaare. Die horizontale Gliederung erfolgt durch Gurtgesimse mit Sägezahnfries (Deutsches Band) und Zierfelder mit dem Formelzeichen für Stromstärke sowie Abbildungen von Isolatoren und Spulen. Die dreigeschossige Ostseite hat einen leicht hervortretenden Mittelrisalit, der in ein Zwerchhaus übergeht.
An der Nordwestecke des Maschinenhauses steht ein schlanker Turm, der nach oben hin abgestuft wird. In der Westwand liegt der Zugang zum Turm, auf Höhe des Obergeschosses befindet sich ein Umgang. Das Obergeschoss ist an allen Seiten mit hohen, dreieckig abgeschlossenen Drillingsfenstern mit einem umlaufenden Klinkerband versehen. Abgeschlossen wird der Turm durch eine Kombination aus Zeltdach und Pyramidendach. Der Turm kann als Aussichtsturm genutzt werden und ist nach Anmeldung begehbar. Auf der westlichen Seite der Maschinenhalle liegt außerdem die Transformatorenstation mit drei hohen zweiflügeligen Toren als Zugang.
Zum Wasserkraftwerk gehört zudem ein Wohnhaus, das sich westlich davon befindet. Dieses ist ein zweigeschossiger Putzbau auf einem niedrigen Sockel mit hohem Walmdach. Die West- und Ostseite sind zweiachsig, auf der Ostseite liegt der Eingang mit einem Dachhecht mit Pultdach. Die Südwand ist fensterlos, die Nordseite einachsig.